# 中华人民共和国野生动物保护法
《中华人民共和国野生动物保护法》是中华人民共和国保护野生动物的一项法律，于1988年颁布，迄今已做过3次小修正和2次大修订。2020年十三届全国人大常委会第二十二次会议提出了新版的修订草案。
为实施《野生动物保护法》，中国先后发布了《陆生野生动物保护实施条例》、《水生野生动物保护实施条例》、《濒危野生动植物进出口管理条例》、《国家重点保护野生动物驯养繁殖许可证管理办法》等行政法规规章。截至2020年初，中国约有20个省（自治区、直辖市）颁布了实施性地方法规、规章并进行过相应的修订或修正。

## 保護物種名單
《中华人民共和国野生动物保护法》主要通过名录管理和行政执法的方式对野生动物进行保护，共先后发布了8个名录：
- 1989年林业部和农业部发布《国家重点保护野生动物名录》
- 2000年国家林业局发布《国家保护的有益的或者有重要经济、科学研究价值的陆生野生动物名录》
- 2006年农业部发布《国家级畜禽遗传资源保护名录》
- 2007年农业部发布《国家重点保护经济水生动植物资源名录》
- 2017年国家林业局发布《人工繁育国家重点保护陆生野生动物名录(第一批)》
- 2017年农业部发布《人工繁育国家重点保护水生野生动物名录(第一批)》
- 2018年农业农村部发布《〈濒危野生动植物物种国际贸易公约〉附录水生动物物种核准为国家重点保护野生动物名录》
- 2019年农业农村部发布《人工繁育国家重点保护水生野生动物名录(第二批)》

## 相關條例與討論
此法條與各國廣義的「动物保护法」並不完全重合，在中國逞罰虐待貓狗等家畜行為的法律仍未完備，相關暴力視頻在網路仍時而可見，戕害青少年的身心健康，犯罪者的反社會行為也沒有被及早制止，鑒於認識到流浪動物問題、普及反虐待現代文明社會價值觀以及馴化動物衛生管理的落後現狀，自2009年起，當局陸續有收集动物保护法、反虐待動物法等草案意見，2019年農業部也開始著手推動的伴侶動物法治化進步
疫情爆發後，2020年2月24日，全国人大常委会审议通过《关于全面禁止非法野生动物交易、革除滥食野生动物陋习、切实保障人民群众生命健康的决定》。另外，雖寵物物種的定義工作開始加速進入快車道，局部地區也相應推出了有關規定，並逐漸進展到全國人大層面，不過長期以來，伴侣动物福利一直是個社會爭論的焦點。
2022年12月30日，全国人大常委会审议修订通过《中华人民共和国野生动物保护法》，但社會存在異音。目前為止動物福利精神與動物保護標準範圍的大與小，在華人地區仍然存有爭議，因而程序上的拖延並持續造成社会管理成本的增加，由於主要以城市發達社會中優先推動為主，部分立法運動人士呼籲全面補齊缺漏。